# NÖ Landesgesundheitsagentur
Die NÖ Landesgesundheitsagentur (Abgekürzt: NÖ LGA) ist eine niederösterreichische Dachgesellschaft für Kliniken und Pflege-, Betreuungs- und Förderzentren. Die mit 1. Jänner 2020 gegründete Gesundheitsagentur ist Gesamtrechtsnachfolgerin der NÖ Landeskliniken-Holding und hat ihren Sitz in St. Pölten. Neben den Pflegezentren und Kliniken betreibt sie zudem die dazugehörigen Schulen für Gesundheits- und Krankenpflege sowie zwei Logistikzentren. Ihre Aufgabe ist die Gewährleistung der medizinischen und pflegerischen Versorgung sowie die Strukturierung und Steuerung der Krankenanstalten und Pflegeeinrichtungen des Landes Niederösterreich. Sie ist eine Anstalt öffentlichen Rechts mit eigener Rechtspersönlichkeit. Insgesamt beschäftigt sie rund 28.000 Mitarbeiter.